# Manuel Sánchez Monge

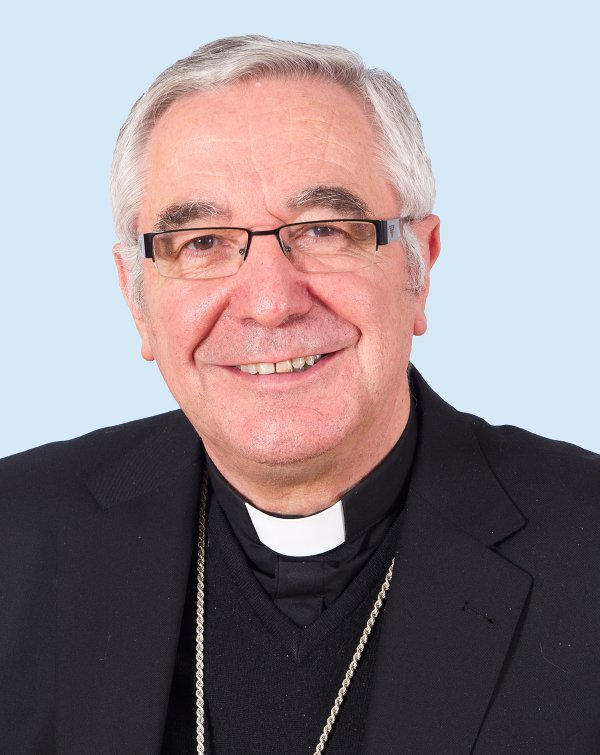
Manuel Sánchez Monge (2016)

Bischofswappen

Manuel Sánchez Monge (* 18. April 1947 in Fuentes de Nava) ist ein spanischer Geistlicher und emeritierter römisch-katholischer Bischof von Santander.

## Leben
Manuel Sánchez Monge empfing am 9. August 1970 das Sakrament der Priesterweihe.
Papst Benedikt XVI. ernannte ihn am 6. Juni 2005 zum Bischof von Mondoñedo-Ferrol. Der Apostolische Nuntius in Spanien und Andorra, Manuel Monteiro de Castro, spendete ihm am 23. Juli desselben Jahres die Bischofsweihe; Mitkonsekratoren waren Antonio María Kardinal Rouco Varela, Erzbischof von Madrid, und Julián Barrio Barrio, Erzbischof von Santiago de Compostela.
Papst Franziskus ernannte ihn am 6. Mai 2015 zum Bischof von Santander. Die Amtseinführung fand am 30. Mai desselben Jahres statt.
Papst Franziskus nahm am 31. Oktober 2023 seinen altersbedingten Rücktritt an.